# Åg
Et åg er et redskab, som bruges til at udjævne vægt. Oftest er det på dansk et bæreredskab til at lægge over skuldrene; et redskab, som gør det muligt at bære tungere vægt, end man ellers havde klaret, fordi belastningen bliver rigtigt anbragt. Ordet kan også bruges i overført betydning som «hårdt, påtvunget arbejde» eller «tung skæbne». 
Åg betegner i fysikken et middel til mekanisk samling eller spredning af to ligeværdige kræfter. Det har altid form af en stang, som er ret eller buet og tilpasset anvendelsen. 
Åget har som redskab været brugt i umindelige tider. De første var af træ, men nogle blev siden lavet helt eller delvis af jern.

## Skulderåg
På dansk er den almindeligste betydning af åg et bæreredskab til at lægge over skuldrene, med en tovstump med krog i hver ende. Krogene blev almindeligvis brugt til at hænge spande i, oftest vandspande. Med en spand på hver side afbalancerer de hinanden. Åget kunne dog også bruges til at bære andre ting end vandspande.
Åget er en specielt udformet vægtstang, ca. 1,50 m lang, med tov og krog hængende i hver ende. Stangen var tilpasset skuldrene, med en udskæring på midten, beregnet til nakken. I enderne hægtede man to lige tunge byrder, ofte vandspande. Det blev lettere at bære læsset, så man klarede en lidt tungere byrde end i hånden eller i favnen.
Skulderåget har været brugt overalt i Danmark indtil midten af det 20. århundrede.

## Kobling mellem trækdyr
Åg er også navnet på tværstykket mellem to trækdyr. Det kunne være anbragt over panderne (fæstet til hornene) hos okser eller over bringerne (brystet) hos okser eller heste. Tværstykket var så forbundet med trækselerne på kærren eller slæden.

## Overført betydning: «Gå under åget»
«At være under nogens åg» er en måde at beskrive slaveri på. Udtrykket kendes fra Bibelen, hvor Israels folk sled under Faraos åg, indtil Moses førte dem ud. Romerne bar åget som demonstrationsmiddel mod upopulære ledere og love.